# Une main a frappé
Pour plus de détails, voir Fiche technique et Distribution.
Une main a frappé est un film français réalisé par Gaston Roudès, sorti en 1939.

## Fiche technique
- Titre : Une main a frappé
- Réalisation : Gaston Roudès
- Scénario : Walter Richardson
- Photographie : Scarciafico Hugo, Henri Janvier et Gustave Raulet
- Son : Jean Lecoq
- Décors : Jean Tournon
- Société de production : Electra Films
- Pays d'origine :  France
- Format :  Noir et blanc - 1,37:1 - 35 mm - son mono
- Genre : Policier
- Durée : 85 minutes
- Date de sortie : France - 19 juillet 1939

## Distribution
- Daniel Mendaille
- Lucien Gallas
- Pierre Larquey
- Jeanne Boitel
- France Dhélia
- Jeanne Fusier-Gir
- Milly Mathis
- Jacques Varennes
- Sinoël